# Mary Gordon-Watson
Mary Gordon-Watson (Blandford Forum, 3 aprile 1948) è una cavallerizza britannica.
Ha vinto la medaglia d'oro olimpica nell'equitazione alle Olimpiadi 1972 svoltesi a Monaco di Baviera nel concorso completo a squadre.